# Samuel Jones (hoogspringer)
Samuel Symington (Sam) Jones (10 maart 1879 - 13 april 1954) was een Amerikaans atleet, die gespecialiseerd was in het hoogspringen. Hij werd olympisch kampioen en driemaal Amerikaans kampioen op deze discipline.

## Biografie
In 1901, 1903 en 1904 won Samuel Jones op het onderdeel hoogspringen het AAU (Amerikaans Amateur Unie) kampioenschap.
Jones vertegenwoordigde de Verenigde Staten op de Olympische Spelen van St. Louis in 1904 op het onderdeel hoogspringen. Daar won hij het goud met een hoogte van 1,80 meter. Bij het hink-stap-springen werd hij in de finale zevende. Ook nam hij deel aan het onderdeel kleiduivenschieten waarbij hij een vierde plaats behaalde.
Na zijn studie aan de New York University werkte hij als ingenieur en later als leraar.

## Titels
- Amerikaans kampioen hoogspringen - 1901, 1903, 1904
- IC4A-kampioen hoogspringen - 1900, 1901

## Persoonlijke records
- Hoogspringen - 1,905 m (1902)

## Palmares

### hoogspringen
- 1902:  AAA-kampioenschappen - 1,90 m
- 1904:  OS - 1,80 m

### hink-stap-springen
- 1904: 7e OS